# Grubbvattnet (Hotagens socken, Jämtland)
Grubbvattnet är en sjö i Krokoms kommun i Jämtland och ingår i Indalsälvens huvudavrinningsområde. Sjön har en area på 0,333 kvadratkilometer och ligger 697,2 meter över havet. Grubbvattnet ligger i Gråberget-Hotagsfjällen Natura 2000-område. Sjön avvattnas av vattendraget Foskvattsån.

## Delavrinningsområde
Grubbvattnet ingår i det delavrinningsområde (710136-144453) som SMHI kallar för Utloppet av Grubbvattnet. Medelhöjden är 754 meter över havet och ytan är 3,09 kvadratkilometer. Det finns inga avrinningsområden uppströms utan avrinningsområdet är högsta punkten. Foskvattsån som avvattnar avrinningsområdet har biflödesordning 3, vilket innebär att vattnet flödar genom totalt 3 vattendrag innan det når havet efter 301 kilometer. Avrinningsområdet består mestadels av skog (62 procent) och öppen mark (22 procent). Avrinningsområdet har 0,33 kvadratkilometer vattenytor vilket ger det en sjöprocent på 10,8 procent.